# Robert Cramer (Politiker)

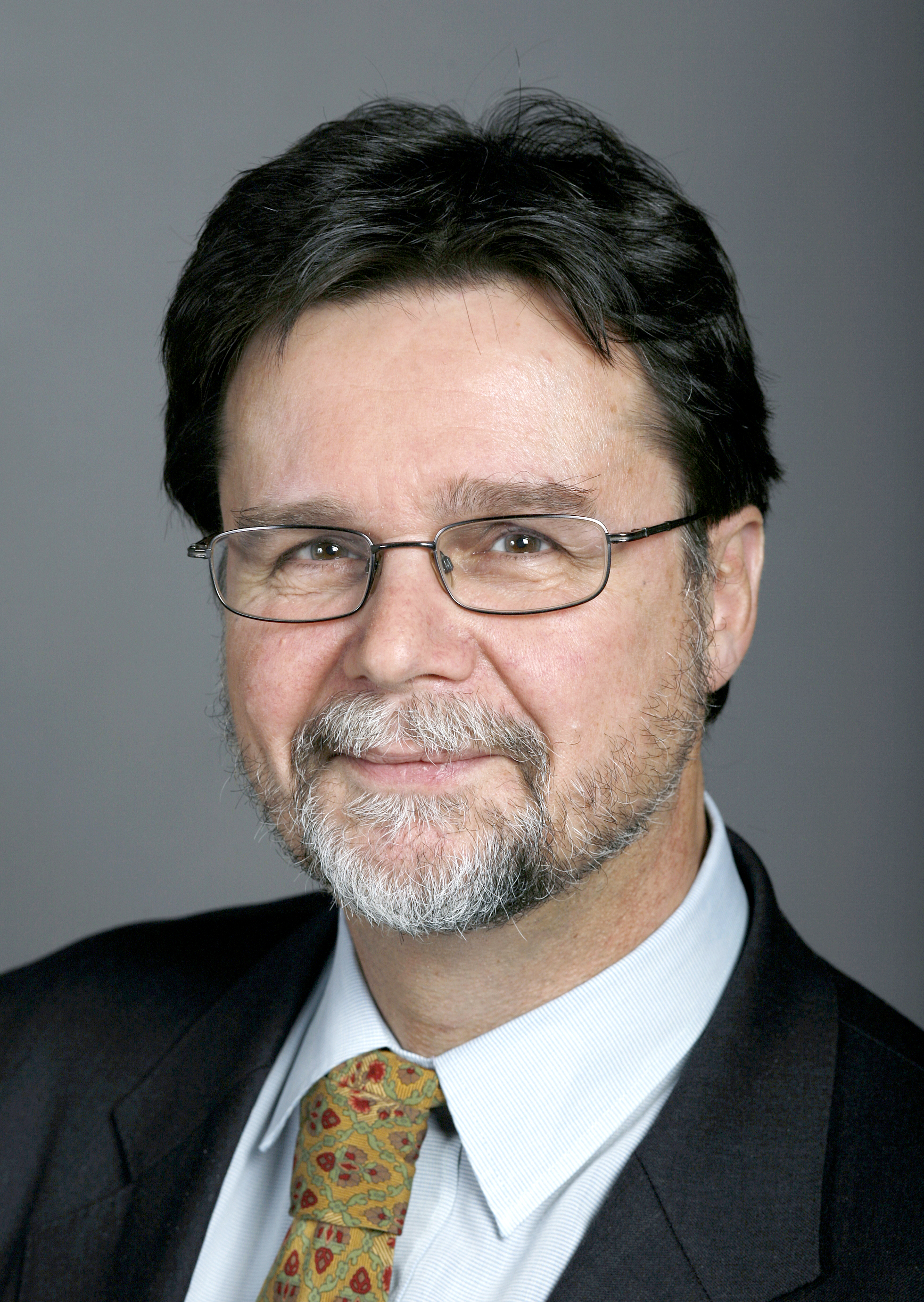
Robert Cramer (2007)

Robert Christian Cramer (* 7. Februar 1954 in Amsterdam; heimatberechtigt in Zürich) ist ein Schweizer Politiker (Grüne).

## Biografie
Im Jahr 1985 wurde Robert Cramer für die Grünen, deren kantonaler Parteipräsident er in den Jahren 1988 bis 1990 war, in den Grossen Rat (Grand Conseil) des Kantons Genf gewählt, dem er bis 1993 angehörte. In den Jahren 1995 bis 1997 war Cramer Mitglied des Genfer Stadtrates (Exekutive).
Als Vertreter der Grünen wurde er im Jahr 1997 als Mitglied in die kantonale Exekutive, den Genfer Staatsrat (Conseil d’Etat), gewählt und in den Wahlen 2001 und 2005 bestätigt. Im Amtsjahr 2003/2004 war er Präsident des Staatsrats. 2009 schied er aus dem Staatsrat aus.
Vom 21. April 2012 bis zum 16. April 2016 war er Mitglied des vierköpfigen Vizepräsidiums der Grünen Partei der Schweiz.
Bei den Schweizer Parlamentswahlen am 21. Oktober 2007 wurde er als erster Vertreter der Grünen im ersten Wahlgang in den Ständerat gewählt. Bei den folgenden Wahlen wurde er am 23. Oktober 2011 bei den Schweizer Parlamentswahlen 2011 im ersten sowie am 8. November 2015 bei den Schweizer Parlamentswahlen 2015 im zweiten Wahlgang in seinem Amt bestätigt.  Er nahm im Ständerat Einsitz in der Kommission für Rechtsfragen (Präsident 2017 bis 2019), in der Staatspolitischen Kommission (Präsident 2011 bis 2013), in der Kommission für Umwelt, Raumplanung und Energie und in der Geschäftsprüfungskommission.
Bei den Wahlen 2019 trat er nicht mehr an. Seine Nachfolgerin als Grüne Vertreterin für Genf im Ständerat wurde Lisa Mazzone.